# Roselyne Crausaz
Pour les articles homonymes, voir Crausaz.
Roselyne Crausaz, née le 19 mars 1943 à Fribourg (originaire du même lieu par mariage et de Cheiry), est une personnalité politique du canton de Fribourg, en Suisse, membre du Parti démocrate-chrétien, puis de l'Union démocratique du centre à partir de 1995.
Elle est conseillère d'État, à la tête de la Direction des travaux publics, de 1987 à 1991. Elle est la première femme de Suisse romande élue à un gouvernement cantonal.

## Biographie
Née le 19 mars 1943 à Fribourg, Roselyne Crausaz est issue d'une famille catholique originaire de Fribourg et de Cheiry. Son père, Aloys Crausaz, occupe le poste de chef de service à la direction cantonale de la police, tandis que sa mère, Yvonne, née Ayer, veille au foyer.

### Études
Roselyne Crausaz fréquente l'institut Saint-Joseph de la Gouglera à Chevrilles et le collège de Gambach à Fribourg. 
En 1967, elle obtient sa licence en sciences économiques et sociales à l'Université de Fribourg.

### Parcours professionnel
En 1968, Roselyne Crausaz devient collaboratrice scientifique à l'Office fédéral de la statistique.
De 1969 à 1986, Roselyne Crausaz occupe le poste de cheffe de section suppléante en charge de l'aide aux universités auprès de la Division de la science et de la recherche. Cette division devient l'Office de la science et de la recherche en 1973, puis l'Office fédéral de l'éducation et de la science en 1979. Tout au long de cette période, elle travaille au sein du Département fédéral de l'intérieur.

### Carrière politique

#### Engagements
Dès 1970, Roselyne Crausaz s'investit dans le féminisme en cofondant la section fribourgeoise de l'Association suisse des femmes universitaires. En 1978, elle poursuit son engagement en cofondant la commission Femme et société du Parti démocrate-chrétien (PDC) fribourgeois, lançant ainsi sa carrière politique.

#### Mandats politiques
De 1980 à 1986, elle siège au Grand Conseil fribourgeois en tant que députée démocrate-chrétienne.
En 1982, elle est élue conseillère générale de la ville de Fribourg, et en assume la présidence de 1982 à 1983.
En 1986, Roselyne Crausaz devient la première femme à siéger au gouvernement d'un canton romand, impulsant des projets d'envergure dans les domaines du transport, de l'aménagement du territoire et de l'environnement.
Célébrée pour sa compétence et son centrisme, Roselyne Crausaz subit en fin de mandat des attaques teintées de sexisme. On lui reproche tour à tour son incompétence présumée, son arrogance et son ouverture excessive au dialogue.
En 1991, bien que sixième sur 21 candidats au premier tour des élections au Conseil d'Etat, Roselyne Crausaz est lâchée par son parti et contrainte de se désister au second tour en faveur des trois meilleurs candidats démocrates-chrétiens.

### Changement de carrière
En 1995, après un échec électoral au Conseil national, Roselyne Crausaz réoriente sa carrière. Elle se tourne vers le conseil en communication publique et l'organisation de congrès, tout en s'impliquant dans diverses associations locales et internationales. Son engagement associatif se concentre sur les questions éducatives, culturelles et sociales.
Elle siège également à la commission fédérale de l'Assurance vieillesse et survivants (AVS) à la fin des années 1990.

### Vie privée
En 1988, Roselyne Crausaz épouse le professeur de sport d'origine hongroise Zoltán Németh.

## Publications
- La Diversification de l'enseignement tertiaire, Strasbourg : Conseil de l'Europe, 1974 (OCLC 28383238)
- Roselyne Crausaz et Ludwig Gieseke, Review of the 1970s, Strasbourg : Council of Europe, Division for Higher Education and Research, 1983 (OCLC 85952061)
- Diversification of Tertiary Education in Switzerland, Strasbourg : Council of Europe, Division for Higher Education and Research, 1977 (OCLC 96572613)